# STS-111
STS-111 (Space Transportation System-111) var rumfærgen Endeavour's 18. rumfærge-mission, opsendt d. 5. juni 2002 og vendte tilbage d. 19. juni 2002.
Rumfærgen lagde til ved Den Internationale Rumstation og bragte de faste besætninger ISS Ekspedition 5 til rumstationen og ISS Ekspedition 4 retur til Jorden.
Missionen medbragte desuden Leonardo containeren. Astronauterne Chang-Diaz og Perrin udførte tre rumvandringer i løbet af de næsten 14 døgn missionen varede.

## Besætning
- Kenneth Cockrell (Kaptajn)
- Paul Lockhart (Pilot)
- Franklin Chang-Diaz (Missionsspecialist)
- Philippe Perrin (Flymaskinist) (CNES)

### Opsendt: ISS Ekspedition 5
- Valery Korzun (ISS Kaptajn) (RKA)
- Peggy Whitson (Flymaskinist)
- Sergei Treshchev (Flymaskinist) (RKA)

### Retur til Jorden: ISS Ekspedition 4
- Yuri Onufrienko (ISS Kaptajn) (RKA)
- Carl Walz (Flymaskinist)
- Daniel Bursch (Flymaskinist)

## Missionen
- ISS Ekspedition 5 bringes til rumstationen.
- ISS Ekspedition 4 bringes hjem fra rumstationen.

Hovedartikler: